# Gonomyia (Leiponeura) bicornuta
Gonomyia (Leiponeura) bicornuta is een tweevleugelige uit de familie steltmuggen (Limoniidae). De soort komt voor in het Neotropisch gebied.